# Buongiorno primo amore!
Buongiorno primo amore! è un film del 1957, diretto da Marino Girolami e Antonio Momplet.

## Trama
Michele e Valentina stanno per sposarsi malgrado i problemi finanziari che minacciano di rendere molto duri i primi anni di matrimonio. Valentina desiderebbe poter saltare i primi cinque anni di matrimonio e trovarsi in un momento della vita dove tutte le difficoltà sono state risolte. Un misterioso ometto che ha sentito tutto realizza il suo desiderio e la coppia si ritrova in Spagna dove lui è un cantante di successo ma la coppia si sente a disagio. L'ometto quindi riporta i due giovani alla realtà.